# Kuranji (Labu Api)
Kuranji is een bestuurslaag in het regentschap West-Lombok van de provincie West-Nusa Tenggara, Indonesië. Kuranji telt 3856 inwoners (volkstelling 2010).